# قلعه بنیاب
 قلعه بنیاب مربوط به دوره صفویه ـ دوره قاجاریه است و در شهرستان درمیان، بخش مرکزی، دهستان درمیان، روستای بنیاب واقع شده و این اثر در تاریخ ۸ بهمن ۱۳۸۵ با شمارهٔ ثبت ۱۷۱۱۱ به عنوان یکی از آثار ملی ایران به ثبت رسیده است.